# Pavel Rappoport
Pour les articles homonymes, voir Rappoport.
Pavel Alexandrovitch Rappoport (en russe : Па́вел Алекса́ндрович Раппопо́рт) (29 juin 1913 — 11 septembre 1988) est un historien soviétique spécialisé en architecture, docteur en sciences historiques, professeur à l'Institut d'histoire de l'Académie des sciences de Russie à l'époque de l'URSS.
Ensemble avec Nikolaï Voronine il a organisé des fouilles à Smolensk contribuant à l'étude de l'évolution de l'architecture de Smolensk et de Tchernigov durant la période pré-mongole. Il donne aux artels de constructeurs une fonction importante dans la transmission de principautés en principautés de leurs compétences. Il établit un catalogue de données architecturales sur les édifices de la Russie ancienne en 1982. À la fin de sa vie il prépare une étude fondamentale de l'évolution de l'architecture depuis l'antiquité jusqu'à l'époque de Pierre le Grand. 

## Ouvrages
- Rappoport P. A. /Раппопорт П. А., Architecture  ancienne /Древнерусская архитектура, СПб., Стройиздат,‎ 1993, 288 p. (ISBN 5-274-00981-6) (в пер.)
- Rappoport P. A. / Раппопорт П. А., Production architecturale de la Russie ancienne X- XIII s. /Строительное производство Древней Руси X—XIII вв., СПб., Наука (издательство),‎ 1994, 160 p. (ISBN 5-02-027357-0) (обл.)
- (ru) Rappoport P. A. /Раппопорт П. А., Architecture de la russie centrale : Архитектура средневековой Руси : Избранные статьи, СПб., Лики России,‎ 2013, 328 p. (ISBN 978-5-87417-438-5) (в пер.)